# Политическое убежище в Германии
Убежище в Германии основное (конституционное) право, закреплённое в статье 16a GG.
В широком смысле право на убежище признаёт Конвенция о беженцах 1951 года. Под этим понимается защита лиц, ищущих убежища, от депортации и предоставление им определённой защиты. Как правило, эти средства защиты являются частью самой процедуры предоставления убежища Федерального управления по делам миграции и беженцев (Bundesamt für Migration und Flüchtlinge, BAMF) без каких-либо дополнительных заявлений.

## Убежище и статус беженца: основные отличия

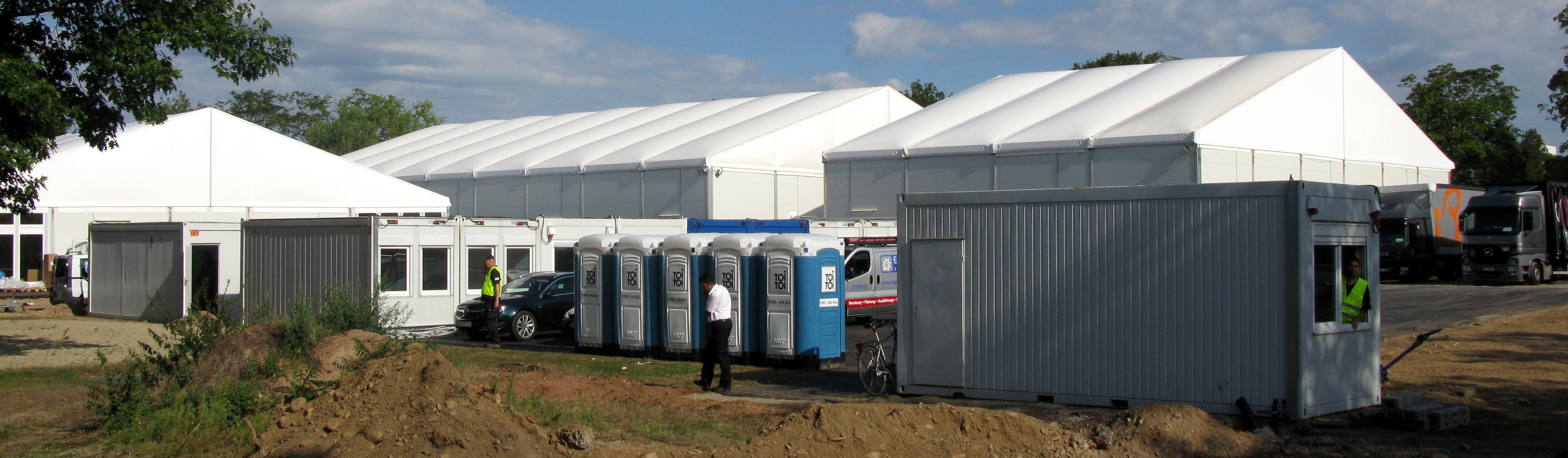
Центр первоначального приёма и жильё для беженцев во Фрайбурге, Германия

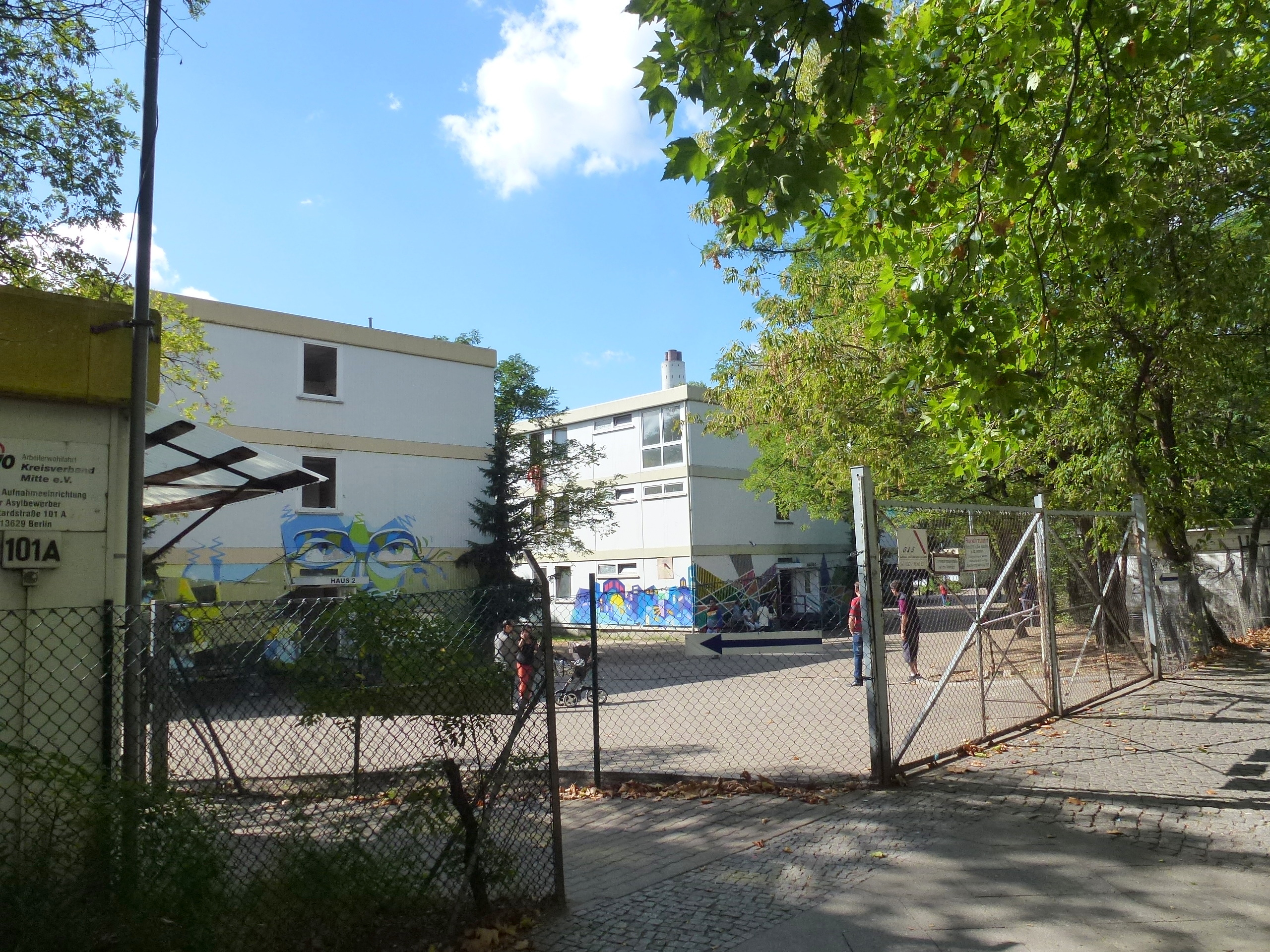
Жильё для беженцев в Берлине (Siemensstadt Motardstraße)

Закон о пребывании в Германии (Aufenthaltsgesetz) регулирует только статус беженца. Ни закон о проживании, ни Закон о беженцах (Asylgesetz) не определяют понятие убежища. Его содержание и ограничения в первую очередь являются результатом судебного решения конституционного суда в отношении статьи 16a GG. В соответствии со статьёй 16а (1) GG считается, что лицо подвергается политическому преследованию, если оно страдает от ущемления его прав со стороны государства или мер третьих лиц, которые могут быть отнесены на счёт государства, из-за религиозных убеждений или политических убеждений или других черт, которые соответствуют определению инакомыслие человека. Эти посягательства на права личности нарушают человеческое достоинство и в зависимости от их интенсивности и тяжести исключают личность из общего государственного обеспечения и ставят её в безвыходное положение.
Чаще всего политически преследуемым лицам предоставляется защита на основании Конвенции о статусе беженцев. Хотя Конвенция о беженцах действует в Германии с 24 декабря 1953 г., немецкое законодательство часто не считало необходимым предоставлять беженцам полный статус беженца. Вместо этого предоставлялось только убежище. Процедура изменилась после принятия Квалификационной директивы (2011/95/ЕС) и закона, принятого вместе с ней в августе 2007 г. Сегодня беженцам предоставляется официальный статус беженца в дополнение к статусу права на политическое убежище, когда это необходимо (раздел 3 (1) и (4) Закона о процедуре предоставления убежища). Теперь статус беженца приравнивается к статусу «лица, имеющего право на политическое убежище» (Asylberechtiger), в отношении права на проживание. Беженцы не имеют ущемлений прав по сравнению с лицами, имеющими право на политическое убежище, в отношении социальных пособий, участия в рынке труда и выдачи проездных документов (см. немецкую статью о Flüchtlingseigenschaft).

## Изменение политики предоставления убежища со времён Второй мировой войны до 1990-х годов
После Второй мировой войны парламентский совет Германии в 1949 году принял Грундгезетц, в котором говорится, что «лица, преследуемые по политическим мотивам, пользуются правом убежища». Положение гарантировало иностранцам защиту от отказа во въезде, защиту от экстрадиции и высылки.
В 1953 году был принят Указ об убежище. Он давал иммиграционной полиции Германии большую свободу действий в отношении предоставления убежища. В соответствии с этим указом в 1953 году любому лицу без гражданства предоставлялось убежище в Германии при условии, что такое лицо не считалось врагом нового конституционного строя Германии, не угрожало внешнеполитическим интересам Федеративной Республики и не ставило под угрозу политические взгляды исполнительной власти Западной Германии. Широкое толкование позволило разместить в Германии больше просителей убежища, по сравнению с количеством свободного жилья и бюджетаб выделяемого на эти цели.
Впервые, Германия столкнулась с притоком беженцев в 1956 году из-за венгерского восстания. В 1970-х годах в Германии будет наблюдаться постоянный рост числа заявлений о предоставлении статуса беженца, который достигнет более 10 000, а в 1980-х годах — более 100 000 человек. Этот рост позволил партии ХДС повысить свой авторитет, обвинив власти в бездействии. В период с 1978 по 1993 год в Западной Германии были введены более строгие правила в отношении убежища.

## Процедуры подачи заявок
Чтобы подать заявление о предоставлении убежища, беженцы должны лично зарегистрироваться в одном из центров приёма в Германии (Section 22 AsylVfG). Здесь с помощью программы «EASY» (Erstverteilung von Asylbewerbern, «Первоначальное распределение лиц, ищущих убежища») будет зафиксирована страна гражданства, количество лиц семьи, пол и родственные связи просителя убежища. Беженцы должны отправиться в назначенный центр, а после принятия они должны как можно скорее подать заявление на получение убежища лично в назначенное им отделение федерального агентства.
Заявления о предоставлении убежища рассматриваются Федеральным агентством по миграции и делам беженцев.
Раздел 13 AsylVfG определяет заявление о предоставлении убежища:
1. Ходатайство о предоставлении убежища считается поданным, если из письменного, устного или иным образом выраженного желания иностранца явствует, что он ищет защиты на федеральной территории Германии от политических преследований или желает защиты от депортации или иного выдворения в страну, где он будет подвергнут преследованию, определённому в Разделе 3 (1), или причинению серьёзного вреда, как это определено в Разделе 4 (1).
2. Каждое заявление о предоставлении убежища представляет собой заявление о признании права на убежище и на международную защиту по смыслу Раздела 1 (1) №. 2. Иностранец может ограничить ходатайство о предоставлении убежища ходатайством о предоставлении международной защиты. Он должен быть проинформирован о последствиях такого ограничения. Раздел 24 (2) остаётся в силе.
3. Любой иностранец, не имеющий необходимых въездных документов, должен подать заявление о предоставлении убежища на границе (статья 18). В случае несанкционированного въезда он должен немедленно сообщить в центр приёма (статья 22) или подать заявление о предоставлении убежища в органы по делам иностранцев или в полицию (статья 19).

Раздел 14 AsylVfG описывает процедуру. После подачи заявления лица, ищущие убежища, получат временный вид на жительство на время рассмотрения вопроса о предоставлении убежища.
Согласно Раздела 16 AsylVfG личность каждого беженца должна быть зарегистрирована. От этого правила освобождаются дети в возрасте до 14 лет.
Владельцам временного вида на жительство запрещается работать в течение первых 3 месяцев после получения разрешения. По истечении этого времени им разрешается подать заявление на получение разрешения на работу, которое может быть предоставлено федеральным агентством.
Процедура может различаться, если она подпадает под так называемую «процедуру в аэропорту» (раздел 14a AsylVfG Flughafenverfahren), путешествующих в Германию самолётом и подающих заявление о предоставлении убежища до въезда на территорию Германии. Прошения могут быть обработаны в течение 3 дней и просители убежища могут быть отправлены домой быстрее, если полиция сможет установить, что беженцы начали своё путешествие в стране, ранее определённой правительством Германии как безопасная. Закон был принят для того, чтобы аэропорты не были вынуждены размещать беженцев в течение длительного периода времени и не могли быть переполнены, пока беженцы ожидали обработки своего заявления о предоставлении убежища.

### Раздел 10 AsylVfG. Обработка заявления.
Ходатайства о предоставлении убежища рассматриваются Федеральным ведомство по делам миграции и беженцев.Самым важным аспектом получения убежища является официальное слушание в миграционной службе.

Летом 2015 года среднее время обработки заявления о предоставлении убежища составляло от 5,4 месяца до года. Разница в этих цифрах связана с тем, что BAMF измеряет время обработки, начиная с момента, когда лицо, ищущее убежища, подаёт заявление в миграционную службу; это может быть через несколько месяцев после въезда в страну. Кроме того, те заявки, по которым легче принять решение, офис обрабатывает быстрее, помещая их перед «сложными» из примерно 254 000 необработанных заявок.

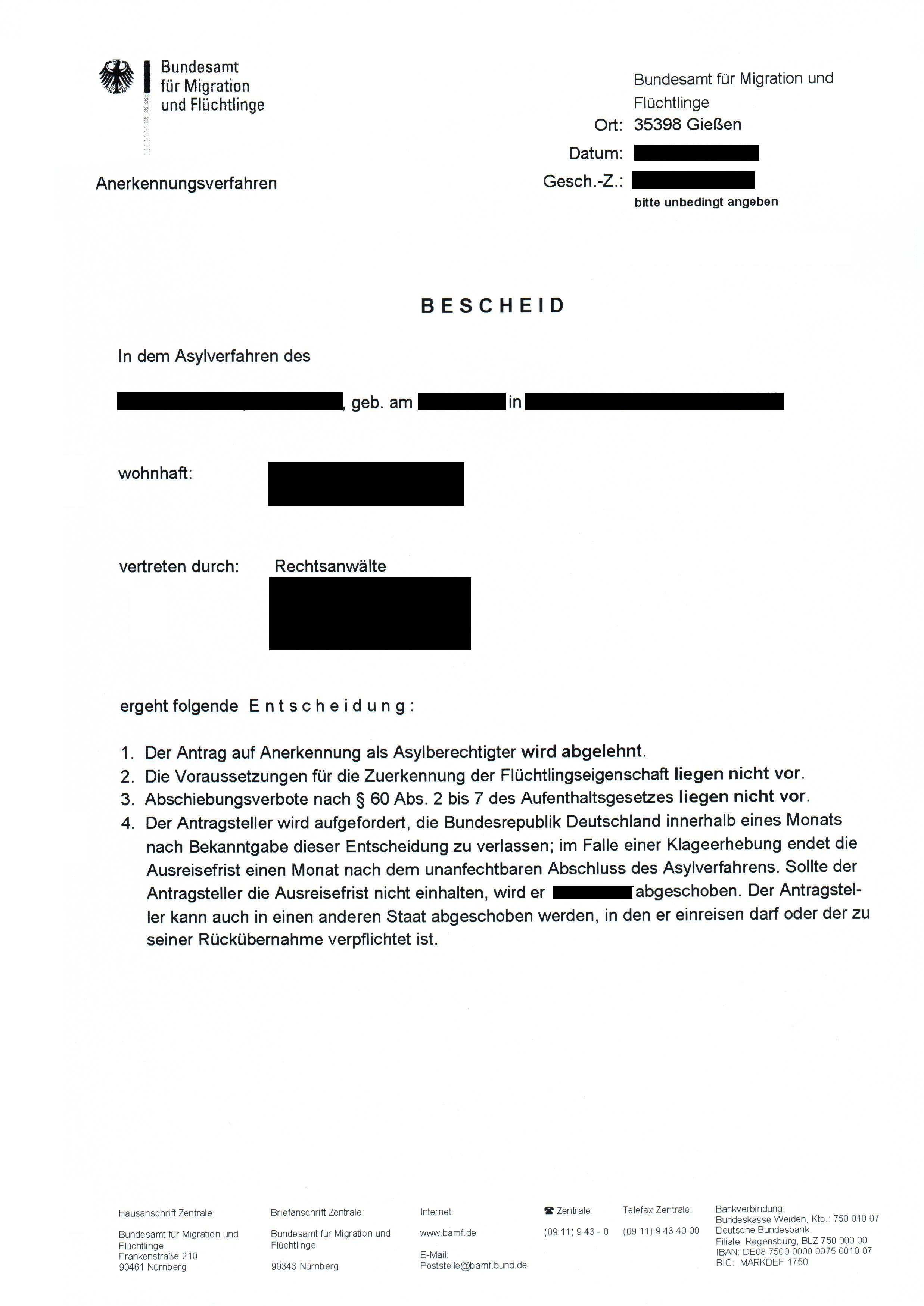
Пример письма, полученного беженцем, информирующего об отказе в праве на убежище

### Раздел 29 AsylVfG. Заявки, которые можно игнорировать.
Раздел 29 Закона AsylVfG устанавливает, что заявление о предоставлении политического убежища не должно приниматься во внимание, если проситель убежища может быть выслан в третью страну, где он защищён от политического преследования.

### Раздел 29 AsylVfG. Явно необоснованные заявки.
Раздел 29 AsylVfG определяет, как обращаться с просителем убежища из безопасной страны происхождения: его заявление должно быть отклонено как явно необоснованное, если только представленные факты или доказательства не дают оснований полагать, что он или она сталкивается с политическим преследованием в стране своего проживания или происхождения, несмотря на общую ситуацию там. Раздел 30 AsylVfG устанавливает доп.условия, когда заявление должно быть отклонено как явно необоснованное, а Раздел 36 определяет процедуры для этих случаев.
Вид на жительство лица, заявление которое было отклонено как явно необоснованное, согласно статьям 30 (3.1-6) AsylVfG, и статьи 10 (3) Закона о местожительстве (AufenthG) анулируется. Исключение, когда проситель убежища, которому не удалось получить убежище, сумел получить право на получение вида на жительство находясь в Германии (успел найти работу или женился, поступил в университет). Одним из распространённых примеров является присоединение просителя убежища к семье-объединение родственников (раздел 28 (1) AufenthG).

### Раздел 30 AsylG. Ложная или неполная информация.
Если иностранец не сможет прояснить ряд фактов после предоставления права на убежище, Федеральное управление по делам миграции и беженцев может аннулировать право на убежище. Параллельно с этой процедурой власти могут, при необходимости, принимать дальнейшие решения и могут даже не принимать во внимание обман, который имел место применительно к виду на жительство, или обман в отношении права на жительство, который использовался давно. Однако проверка может также привести к депортации. В некоторых федеральных землях Германии ложная или неполная информация может исключить рассмотрение Комиссии по трудным спорам.

### Судебное преследование
Кроме того, явно необоснованное ходатайство о предоставлении убежища автоматически не представляет собой злоупотребление законом. Ложные или неполные заявления в процессе процедуры предоставления убежища не подлежат немедленному судебному преследованию.
Кроме того, закон о проживании не применяется во время первой процедуры предоставления убежища. Таким образом, в данном случае не применяется наказуемость в соответствии со статьёй 95 (1.5) и статьёй (2) Закона о проживании.Просители убежища будут преследоваться в судебном порядке только в следующих случаях: если они использовали поддельные или фальшивые паспорта, они могут быть привлечены к ответственности в соответствии со статьёй 267 Уголовного кодекса; также если они используют фальсифицированные личные данные в своём виде на жительство.
В постановлении, опубликованном министерством внутренних дел и юстиции земли Северный Рейн-Вестфалия, говорится, что ложные или неполные заявления или представление фальшивых документов во время официальных процедур предоставления убежища противоречат общественным интересам, поскольку это увеличивает государственные расходы и может способствовать ксенофобии и формированию преступных организаций.

## Процедура отзыва
В случае обнаружения нарушения Управление регистрации иностранцев рассматривает заявление о предоставлении вида на жительство. При определённых обстоятельствах, таких как полное отсутствие интеграции или серьёзное преступление, вид на жительство прекращается.Если защита Федерального ведомства по делам миграции и беженцев не будет отозвана, беженцу предоставляется постоянный вид на жительство. На практике его получили 95 процентов всех беженцев.

## Объёма заявлений о предоставлении убежища и степень их удовлетворения

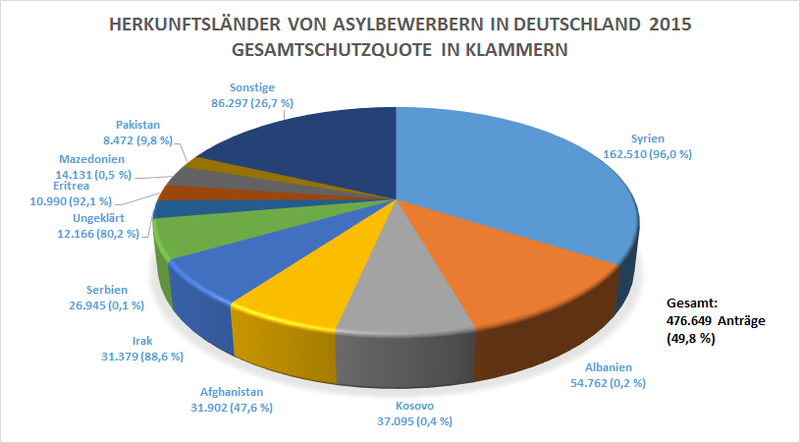
Диаграмма (на немецком языке), показывающая беженцев в Германию по странам гражданства за 2015 год.

### Объём заявлений о предоставлении убежища
Данные, опубликованные BAMF в январе 2016 г., показали, что в 2015 г. Германия получила 476 649 заявлений о предоставлении убежища. Из них: от сирийцев (162 510), албанцев (54 762), косоваров (37 095), афганцев (31 902), иракцев (31 379), сербов (26 945), македонцев (14 131), эритрейцев (10 990) и пакистанцев (8 472).

### Успех ходатайств о предоставлении убежища
В 2014 году в Германии было подано 202 834 заявления о предоставлении убежища. Принято 128 911 решений. 1,8 % заявлений привели к признанию статуса беженца в соответствии со статьёй 16а GG; ещё 24,1 % были признаны беженцами по Разделу 3 (1) AsylG; 4 % получили дополнительную защиту Раздела 4 (1); и 1,6 % получили запрет на депортацию. Таким образом, 31,5 % всех заявок были «успешными» в самом широком смысле (так называемый «показатель защиты»). 33,4 % заявок были отклонены после рассмотрения по существу. После подсчёта благотворительных организаций в Германии скорректированный уровень защиты составляет 48,5 % (не считая тех, чьи дела были переданы в другие страны ЕС в соответствии с Дублинским регламентом). Если учитывать и успешные судебные иски против решений ведомства, то в 2014 году более половины беженцев получили статус защиты
В 2015 г. Германия приняла 282 762 решения по заявлениям о предоставлении убежища; общий уровень признания убежища составил 49,8 % (140 915 решений были положительными, так что заявителям была предоставлена защита). Самыми успешными заявителями были сирийцы (101 419 положительных решений, уровень признания 96 %), эритрейцы (9 300 положительных решений, уровень признания 92,1 %) и иракцы (14 880 положительных решений, уровень признания 88,6 %).
Из примерно 200 000 человек, которые были обязаны покинуть страну в 2015 году после того, как их заявления о предоставлении убежища были отклонены, только 20 914 человек были депортированы. Основным препятствием для депортации было отсутствие сотрудничества со стороны родных стран. В феврале 2016 года правительство Германии направило жалобы 17 странам (в Азии: Индия, Пакистан, Бангладеш и Ливан . В Африке: Алжир, Египет, Марокко, Мали, Нигерия, Нигер, Эфиопия, Тунис, Гана, Гвинея, Буркина-Фасо, Бенин и Гвинея-Бисау), которые не выполняют свои международные обязательства или недостаточно сотрудничают, не помогая идентифицировать своих граждан, либо не выдавая удостоверения личности тем, чьи ходатайства о предоставлении убежища были отклонены.

## Сирийские беженцы в Германии
В 2015 году тысячи сирийских беженцев искали убежища в Германии из-за гражданской войны в Сирии (и миграционного кризиса 2014—2015 годов). Эта обширная миграция сирийцев в Германию во многом изменила Германию. Было много людей, которые не любили беженцев и не считали, что им нужно предоставить убежище, однако было также много немцев, которые чувствовали необходимость помочь этим беженцам. Канцлер Германии Ангела Меркель с лозунгом «Мы можем это сделать!» отстаивала право беженцев на питание, образование, жильё, медицинское обслуживание.

## Убежище для противников войны из РФ
В мае 2022 года МВД Германии объявило о готовности предоставить защиту россиянам, преследуемым за антивоенную позицию. При определённых обстоятельствах гражданам РФ, бегущим от мобилизации, может быть предоставлено убежище. «Как правило, дезертиры, которым угрожают жестокие репрессии, получают в Германии международную защиту».